# Wijan Ponlid
Wijan Ponlid (en tailandés: วิจารณ์ พลฤทธิ์; rtgs: Wichan Phonrit) (Tailandia, 26 de abril de 1976) es un deportista olímpico tailandés que compitió en boxeo, en la categoría de peso mosca y que consiguió la medalla de oro en los Juegos Olímpicos de Sídney 2000.

## Palmarés internacional
| Juegos Olímpicos | Juegos Olímpicos   | Juegos Olímpicos | Juegos Olímpicos |
| Año              | Lugar              | Medalla          | Prueba           |
| ---------------- | ------------------ | ---------------- | ---------------- |
| 2000             | Sídney (Australia) | Medalla de oro   | Peso mosca       |